# Bruno Neri
Bruno Neri (12. říjen 1910, Faenza, Italské království – 10. červenec 1944, Marradi, Itálie) byl italský fotbalový záložník.
Fotbal začal hrát ve svém rodném městě Faenza jako pravý obránce, ale později se stal záložníkem. Debutoval v roce 1926, ve věku 16 let. V roce 1929 jej koupila Fiorentina za 10 000 lir. Zde zůstal do roku 1936 když se rozhodl odejít do Lucchese. Po jedné sezoně odešel do tehdy silného klubu Turín, ale lepší než 2. místo v sezoně 1938/39 to nebylo.
Za reprezentaci odehrál tři utkání.
Již během fotbalové kariéry se stal vášnivý sběratel umění a poezie, mimo hřiště se často věnoval kulturním setkáním se spisovateli, básníky a herci a navštěvoval výstavy a muzea. Z peněz z činnosti fotbalisty se snažil začít podnikat a koupil v Miláně mechanickou dílnu. Také byl odpůrcem fašismu. V roce 1931 při inauguraci nového stadionu ve Florencii jako jediný nepozdravil fašistickým pozdravem. Jako partyzán padl v létě 1944.

## Hráčská statistika
| Sezóna  | Klub       | Liga      | Liga   | Liga | Ligové poháry | Ligové poháry | Ligové poháry | Kontinentální poháry | Kontinentální poháry | Kontinentální poháry | Celkem | Celkem |
| Sezóna  | Klub       | Soutěž    | Zápasy | Góly | Soutěž        | Zápasy        | Góly          | Soutěž               | Zápasy               | Góly                 | Zápasy | Góly   |
| ------- | ---------- | --------- | ------ | ---- | ------------- | ------------- | ------------- | -------------------- | -------------------- | -------------------- | ------ | ------ |
| 1928/29 | Livorno    | 1. divize | 1      | 0    | -             | 0             | 0             | -                    | 0                    | 0                    | 1      | 0      |
| 1929/30 | Fiorentina | Serie B   | 25     | 0    | -             | 0             | 0             | -                    | 0                    | 0                    | 25     | 0      |
| 1930/31 | Fiorentina | Serie B   | 33     | 0    | IP            | 2             | 2             | -                    | 0                    | 0                    | 33     | 0      |
| 1931/32 | Fiorentina | Serie A   | 23     | 1    | -             | 0             | 0             | -                    | 0                    | 0                    | 23     | 1      |
| 1932/33 | Fiorentina | Serie A   | 17     | 0    | -             | 0             | 0             | -                    | 0                    | 0                    | 17     | 0      |
| 1933/34 | Fiorentina | Serie A   | 32     | 0    | -             | 0             | 0             | -                    | 0                    | 0                    | 32     | 0      |
| 1934/35 | Fiorentina | Serie A   | 30     | 0    | -             | 0             | 0             | Stř.P                | 4                    | 0                    | 34     | 0      |
| 1935/36 | Fiorentina | Serie A   | 27     | 0    | IP            | 1             | 0             | -                    | 0                    | 0                    | 28     | 0      |
| 1936/37 | Lucchese   | Serie A   | 25     | 0    | -             | 0             | 0             | -                    | 0                    | 0                    | 25     | 0      |
| 1937/38 | Turín      | Serie A   | 26     | 0    | IP            | 6             | 0             | -                    | 0                    | 0                    | 32     | 0      |
| 1938/39 | Turín      | Serie A   | 30     | 1    | IP            | 1             | 0             | -                    | 0                    | 0                    | 31     | 1      |
| 1939/40 | Turín      | Serie A   | 9      | 0    | -             | 0             | 0             | -                    | 0                    | 0                    | 9      | 0      |
| Celkem  | Celkem     | Celkem    | 278    | 2    | -             | 8             | 0             | -                    | 4                    | 0                    | 290    | 2      |

## Hráčské úspěchy

### Reprezentační
- 1x na MP (1936-1938)